# P+1-метод Уильямса

{\displaystyle p+1}-метод Уильямса — метод факторизации чисел {\displaystyle N\in \mathbb {N} } с помощью последовательностей чисел Люка, разработанный Хью Уильямсом в 1982 году. Алгоритм находит простой делитель {\displaystyle p} числа {\displaystyle n}. Аналогичен {\displaystyle p-1}-методу Полларда, но использует разложение на множители числа {\displaystyle p+1}.
Имеет хорошие показатели скорости подсчёта только в случае, когда {\displaystyle p+1} легко факторизуется.
Как правило, на практике реализуется не часто из-за невысокого процента подобных случаев.

## Последовательности чисел Люка
Для дальнейших выкладок нам понадобится ввести последовательности чисел Люка и перечислить некоторые их свойства.
Пусть {\displaystyle P} и {\displaystyle Q} — некоторые фиксированные целые числа. Последовательности чисел Люка определяются как:
{\displaystyle U_{0}(P,Q)=0,\quad U_{1}(P,Q)=1,\quad U_{n+2}(P,Q)=P\cdot U_{n+1}(P,Q)-Q\cdot U_{n}(P,Q),n\geq 0}
{\displaystyle V_{0}(P,Q)=2,\quad V_{1}(P,Q)=P,\quad V_{n+2}(P,Q)=P\cdot V_{n+1}(P,Q)-Q\cdot V_{n}(P,Q),n\geq 0}
Пусть также {\displaystyle \Delta =P^{2}-4Q.}
Последовательности имеют следующие свойства:
{\displaystyle \left\{{\begin{matrix}U_{2n}=V_{n}\cdot U_{n},\\V_{2n}=V_{n}^{2}-2Q^{n}\end{matrix}}\right.\quad (1)}
{\displaystyle \left\{{\begin{matrix}U_{2n-1}=U_{n}^{2}-Q\cdot U_{n-1}^{2},\\V_{2n-1}=V_{n}\cdot V_{n-1}-P\cdot Q^{n-1}\end{matrix}}\right.\quad (2)}
{\displaystyle \left\{{\begin{matrix}\Delta U_{n}=P\cdot V_{n}-2Q\cdot V_{n-1},\\V_{n}=P\cdot U_{n}-2Q\cdot U_{n-1}\end{matrix}}\right.\quad (3)}
{\displaystyle \left\{{\begin{matrix}U_{n+m}=U_{m}\cdot U_{n+1}-Q\cdot U_{m-1}\cdot U_{n},\\\Delta U_{n+m}=V_{m}\cdot V_{n+1}-Q\cdot V_{m-1}\cdot V_{n}\end{matrix}}\right.\quad (4)}
{\displaystyle \left\{{\begin{matrix}U_{n}(V_{k}(P,Q),Q^{k})=U_{nk}(P,Q)/U_{k}(P,Q),\\V_{n}(V_{k}(P,Q),Q^{k})=V_{nk}(P,Q)\end{matrix}}\right.\quad (5)}
Для доказательства данных свойств рассмотрим формулы последовательности чисел Люка:
{\displaystyle U_{n}(P,Q)={\frac {\alpha ^{n}-\beta ^{n}}{\alpha -\beta }}}
и
{\displaystyle V_{n}(P,Q)=\alpha ^{n}+\beta ^{n},}
где {\displaystyle \alpha } и {\displaystyle \beta } — корни характеристического многочлена
{\displaystyle x^{2}-P\cdot x+Q}
Используя явные формулы и теорему Виетта:
{\displaystyle P=\alpha +\beta ;\quad Q=\alpha \cdot \beta ,}
получаем выражения {\displaystyle (1),(2),(3),(4)} и {\displaystyle (5).}
Далее выделяем ещё одно свойство:
Если НОД{\displaystyle (N,Q)=1\quad } и {\displaystyle P^{\prime }Q\equiv P^{2}-2Q\mod N,\quad } то:
{\displaystyle P^{\prime }\equiv \alpha /\beta +\beta /\alpha \quad } и {\displaystyle Q^{\prime }\equiv 1,\quad } откуда
{\displaystyle U_{2m}(P,Q)\equiv P\cdot Q^{m-1}\cdot U_{m}(P^{\prime },1)\mod N\quad (6)}
И затем формулируем теорему:
Если p — нечётное простое число, {\displaystyle p\mid Q} и символ Лежандра {\displaystyle \epsilon =(\Delta /p)}, то:
{\displaystyle \left\{{\begin{matrix}U_{(p-\epsilon )m}(P,Q)\equiv 0\mod p,\\V_{(p-\epsilon )m}(P,Q)\equiv 2Q^{m(1-\epsilon )/2}\mod p\end{matrix}}\right.\quad (T1)}
Доказательство данной теоремы трудоёмкое, и его можно найти в книге Д. Г. Лемера.

## Первый шаг алгоритма

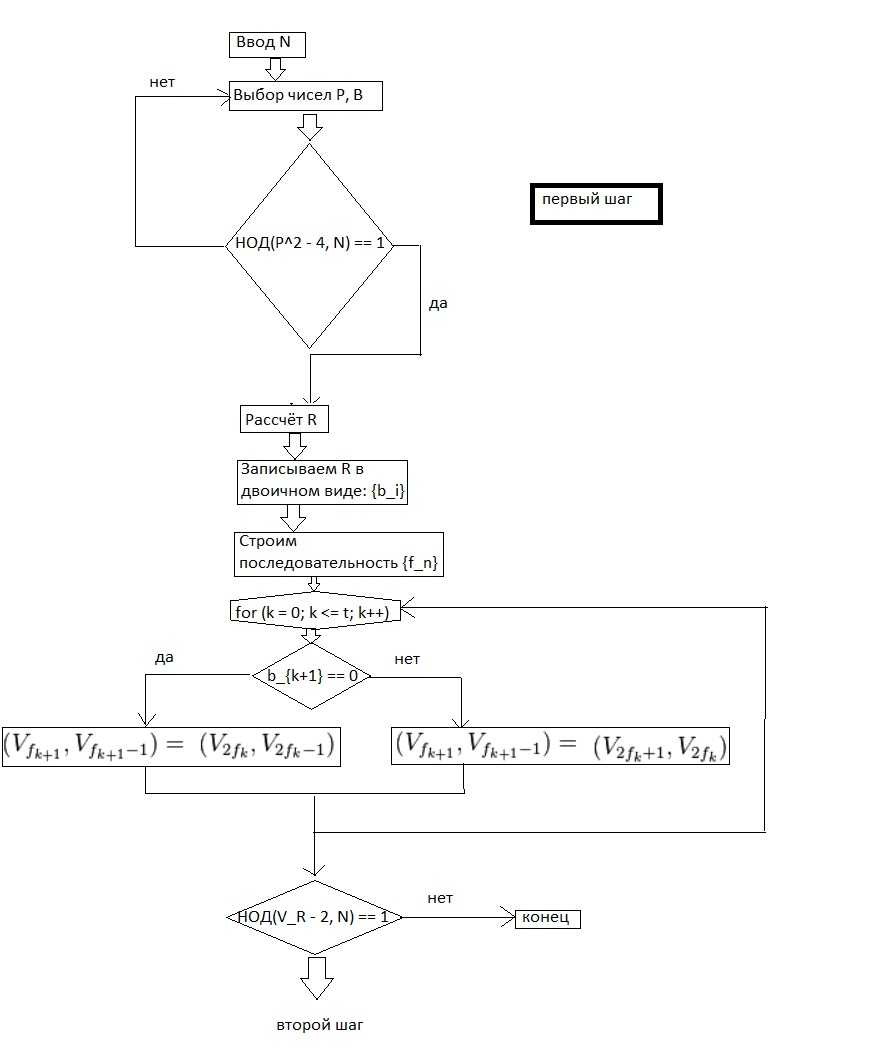
Графическое представление первого шага

Пусть {\displaystyle p} — простой делитель факторизуемого числа {\displaystyle N}, и выполнено разложение:
{\displaystyle p+1=\prod _{i=1}^{k}q_{i}^{\alpha _{i}},}
где {\displaystyle q_{i}} — простые числа.
Пусть {\displaystyle B=\max\{q_{i}^{\alpha _{i}}|\forall i:1\leq i\leq k\}.}
Введём число {\displaystyle R=\prod _{i=1}^{k}q_{i}^{\beta _{i}},}
где степени {\displaystyle \beta _{i}} выбираются таким образом, что {\displaystyle q_{i}^{\beta _{i}}\leq B,q_{i}^{\beta _{i}+1}>B\quad \forall i:1\leq i\leq k.}
Тогда {\displaystyle p+1|R.}
Далее, согласно теореме {\displaystyle (T1),} если НОД{\displaystyle (N,Q)=1,(\Delta /p)=-1,} то {\displaystyle p|U_{R}(P,Q).}
И, следовательно, {\displaystyle p|} НОД {\displaystyle (U_{R}(P,Q),N),} то есть найден делитель искомого числа {\displaystyle N}.
Стоит обратить внимание, что числа {\displaystyle P,Q,p} не известны на начальном этапе задачи. Поэтому для упрощения задачи сделаем следующее: так как {\displaystyle p|U_{R}(P,Q),} то по свойству (2) {\displaystyle p|U_{2R}(P,Q).} Далее воспользуемся свойством (6) и получим: {\displaystyle p|U_{R}(P^{\prime },1).}
Таким образом, мы без потери общности можем утверждать, что {\displaystyle Q=1.}
Далее пользуемся теоремой {\displaystyle (T1),} из которой делаем вывод, что
{\displaystyle V_{(p-\epsilon )m}(P,1)\equiv 2\mod p;}
И, следовательно, {\displaystyle p|(V_{R}(P,1)-2).}
Теперь выбираем некоторое число {\displaystyle P} такое, что НОД {\displaystyle (P^{2}-4,N)=1;}
Обозначаем:
{\displaystyle V_{n}(P)=V_{n}(P,1),\quad U_{n}(P)=U_{n}(P,1).}
Окончательно, нужно найти НОД{\displaystyle (V_{R}(P)-2,N).}
Для поиска {\displaystyle V_{R}(P)} поступаем следующим образом:
1) раскладываем {\displaystyle R} в двоичный вид: {\displaystyle R=\sum _{i=0}^{t}b_{i}2^{t-i},} где {\displaystyle b_{i}=0,1}.
2) вводим последовательность натуральных чисел {\displaystyle \{f_{n}\}:f_{0}=1;f_{k+1}=2f_{k}+b_{k+1}}. При этом {\displaystyle f_{t}=R};
3) ищем пары значений {\displaystyle (V_{f_{k+1}},V_{f_{k+1}-1})} по следующему правилу:
{\displaystyle (V_{f_{k+1}},V_{f_{k+1}-1})=\left\{{\begin{matrix}(V_{2f_{k}},V_{2f_{k}-1}),when\quad b_{k+1}=0;\\(V_{2f_{k}+1},V_{2f_{k}}),when\quad b_{k+1}=1\end{matrix}}\right.}
при этом {\displaystyle V_{0}(P)=2,V_{1}(P)=P}
4) значения {\displaystyle V_{2f_{k}-1},V_{2f_{k}},V_{2f_{k}+1}} ищутся по правилам (которые следуют из свойств {\displaystyle (1),(2)} и определения последовательности чисел Люка):
{\displaystyle \left\{{\begin{matrix}V_{2f-1}\equiv V_{f}V_{f-1}-P\mod N;\\V_{2f}\equiv V_{f}^{2}-2\mod N;\\V_{2f+1}\equiv PV_{f}^{2}-V_{f}V_{f-1}-P\mod N\end{matrix}}\right.}.
Для значений, введённых по умолчанию, то есть {\displaystyle N=451889,R=2520,P=6} получаем результат:
374468
Делаем проверку этого значения. Для этого считаем НОД{\displaystyle (V_{R}(P)-2,N)=} НОД{\displaystyle (374468-2,451889)=139} и {\displaystyle \quad 451889\vdots 139}.
Если мы в первом шаге неудачно выбрали числа {\displaystyle R,P}, то есть получилось так, что НОД{\displaystyle (V_{R}(P)-2,N)=1}, то тогда нужно переходить ко второму шагу. Иначе — работа завершена.

## Второй шаг алгоритма

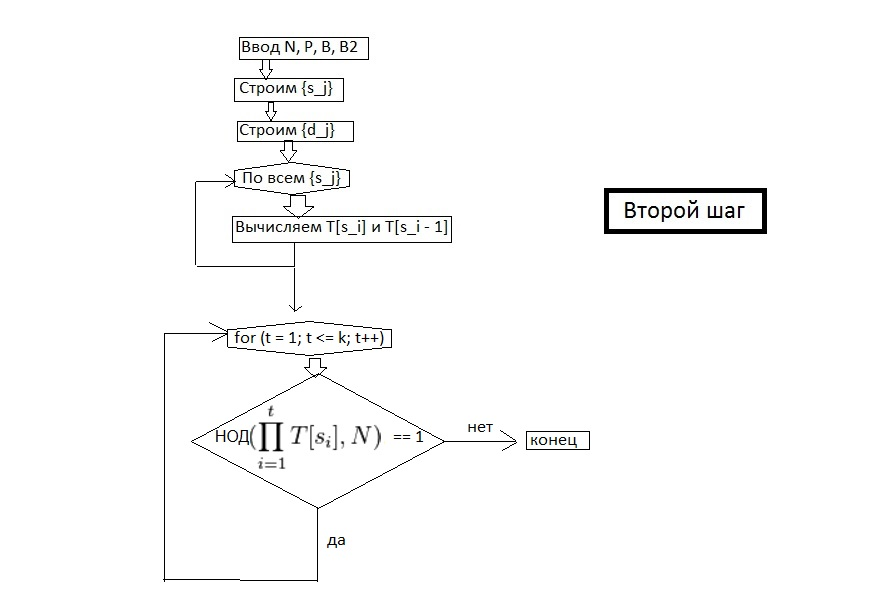
Графическое представление второго шага

Пусть число {\displaystyle p+1} имеет некоторый простой делитель{\displaystyle s}, больший чем {\displaystyle B}, но меньший некоторого {\displaystyle B_{2}}, то есть:
{\displaystyle p=s\cdot (\prod _{i=1}^{k}q_{i}^{\alpha _{i}})-1}, где {\displaystyle B<s\leq B_{2}}
Вводим последовательность простых чисел {\displaystyle \{s_{j}:B<s_{j}\leq B_{2}\quad \forall j=1,2,...,k\}}.
Вводим ещё одну последовательность: {\displaystyle \{d_{j}:2d_{j}=s_{j+1}-s_{j}\quad \forall j=1,2,...,k-1\}}
Далее определяем:
{\displaystyle T[s_{i}]\equiv \Delta U_{s_{i}R}(P)/U_{R}(P)\mod N}.
Используя свойство {\displaystyle (5)}, получаем первые элементы:
{\displaystyle \left\{{\begin{matrix}T[s_{1}]\equiv PV[s_{1}]-2V[s_{1}-1]\mod N;\\T[s_{1}-1]\equiv 2V[s_{1}]-PV[s_{1}-1]\mod N\end{matrix}}\right.}.
Далее используем свойство {\displaystyle (4)} и получаем:
{\displaystyle \left\{{\begin{matrix}T[s_{i+1}]\equiv T[s_{i}]U[2d_{i}+1]-T[s_{i}-1]U[2d_{i}]\mod N,\\T[s_{i+1}-1]\equiv T[s_{i}]U[2d_{i}]-T[s_{i}-1]U[2d_{i}-1]\mod N\end{matrix}}\right.}.
Таким образом, мы вычисляем {\displaystyle T[s_{i}],\forall i=1,2,\ldots ,k}
Далее считаем:
{\displaystyle H_{t}=} НОД{\displaystyle (\prod _{i=1}^{t}T[s_{i}],N)} для {\displaystyle t=1,2,\ldots ,k}
Как только получаем {\displaystyle H_{t}\neq 1}, то прекращаем вычисления.
Для значений, введённых по умолчанию, то есть {\displaystyle N=451889,B=10,B_{2}=50,P=7} получаем результат:
139,
что является верным ответом.

## Сравнение скорости работы
Автором данного метода были проведены тесты {\displaystyle p-1} и {\displaystyle p+1} методов на машине AMDAHL 470-V7
на 497 различных числах, которые показали, что в среднем первый шаг алгоритма {\displaystyle p+1} работает примерно в 2 раза медленнее первого шага алгоритма {\displaystyle p-1}, а второй шаг — примерно в 4 раза медленнее.

## Применение
В связи с тем, что {\displaystyle p-1}-метод факторизации работает быстрее, {\displaystyle p+1}-метод применяется на практике очень редко.

## Рекорды
На данный момент (01.01.2025) три самых больших простых делителя, найденных методом {\displaystyle P+1}, состоят из 60, 55 и 53 десятичных цифр.
| Кол-во цифр | p                                                            | Делитель числа                     | Найден (кем)            | Найден (когда) | B                       | B2                      |
| ----------- | ------------------------------------------------------------ | ---------------------------------- | ----------------------- | -------------- | ----------------------- | ----------------------- |
| 60          | 725516237739635905037132916171116034279215026146021770250523 | {\displaystyle L_{2366}}           | A. Kruppa P. Montgomery | 31.10.2007     | {\displaystyle 10^{11}} | {\displaystyle 10^{15}} |
| 55          | 1273305908528677655311178780176836847652381142062038547      | {\displaystyle 782\cdot 6^{782}+1} | P. Leyland              | 16.05.2011     | {\displaystyle 10^{9}}  | {\displaystyle 10^{13}} |
| 53          | 60120920503954047277077441080303862302926649855338567        | {\displaystyle 682\cdot 5^{682}-1} | P. Leyland              | 26.02.2011     | {\displaystyle 10^{8}}  | {\displaystyle 10^{12}} |

Здесь {\displaystyle L_{2366}} — 2366-й член последовательности чисел Люка.